# Venus Doom
Venus Doom – szósty studyjny album fińskiego zespołu rock / metal – HIM. Premiera w Finlandii odbyła się 14 września 2007, w pozostałych krajach europejskich 17 września, a w USA 18 września. Zespół powraca w nim do cięższych, bardziej rockowych brzmień. Album został w całości nagrany w Finlandii. Podczas tworzenia płyty, inspiracją zespołu była twórczość formacji takich jak Black Sabbath, Metallica i Soundgarden. Album promują utwory Kiss of Dawn oraz Bleed Well.

## Lista utworów
1. Venus Doom
2. Love in Cold Blood
3. Passion's Killing Floor
4. Kiss of Dawn
5. Sleepwalking Past Hope
6. Dead Lovers' Lane
7. Song or Suicide
8. Bleed Well
9. Cyanide Sun

## Pozycje na listach
| Lista | Kraj   | Pozycja |
| ----- | ------ | ------- |
| OLiS  | Polska | 48      |